# Kurier Lwówecki
Kurier Lwówecki – miesięcznik wydawany w latach powojennych oraz 1994–2000 w Lwówku Śląskim z szatą graficzną wzorowaną na dawnym Kurierze Lubelskim; reaktywowany w październiku 2015 r.

## Historia
Kurier Lwówecki wydawano do 2000 r. w Lwówku Śląskim i było to czasopismo o zasięgu gminnym. Pierwszy numer poprzedniej edycji miesięcznika, wydawanego przez nieistniejące już Towarzystwo Miłośników Lwówka Śląskiego, pojawił się w sprzedaży 1 września 1994 r. (choć wcześniejsza edycja miała miejsce jeszcze przed 1994 r.). Łącznie ukazało się 69 numerów tego pisma – ostatni (wydanie specjalne) podczas III Lwóweckiego Lata Agatowego w lipcu 2000 r.
W 2015 r. reaktywowano miesięcznik i rozszerzono jego zakres o serwis internetowy zawierający archiwalne numery czasopisma (numery od 2015 r.). Gazeta jest organizatorem szeregu konkursów o zasięgu gminnym, m.in. „Konkurs okładkowy: Co to za miejsce?”. Oprócz strony internetowej dostępne jest także e-wydanie gazety publikowane na stronie internetowej w odstępie kilku miesięcy od wydania papierowego. Wersja papierowa Kuriera Lwóweckiego początkowo drukowana w nakładzie 500 egzemplarzy, obecnie w nakładzie 400 sztuk. Wydawcą gazety jest Powiatowa i Miejska Biblioteka Publiczna w Lwówku Śląskim.